# 修道院站

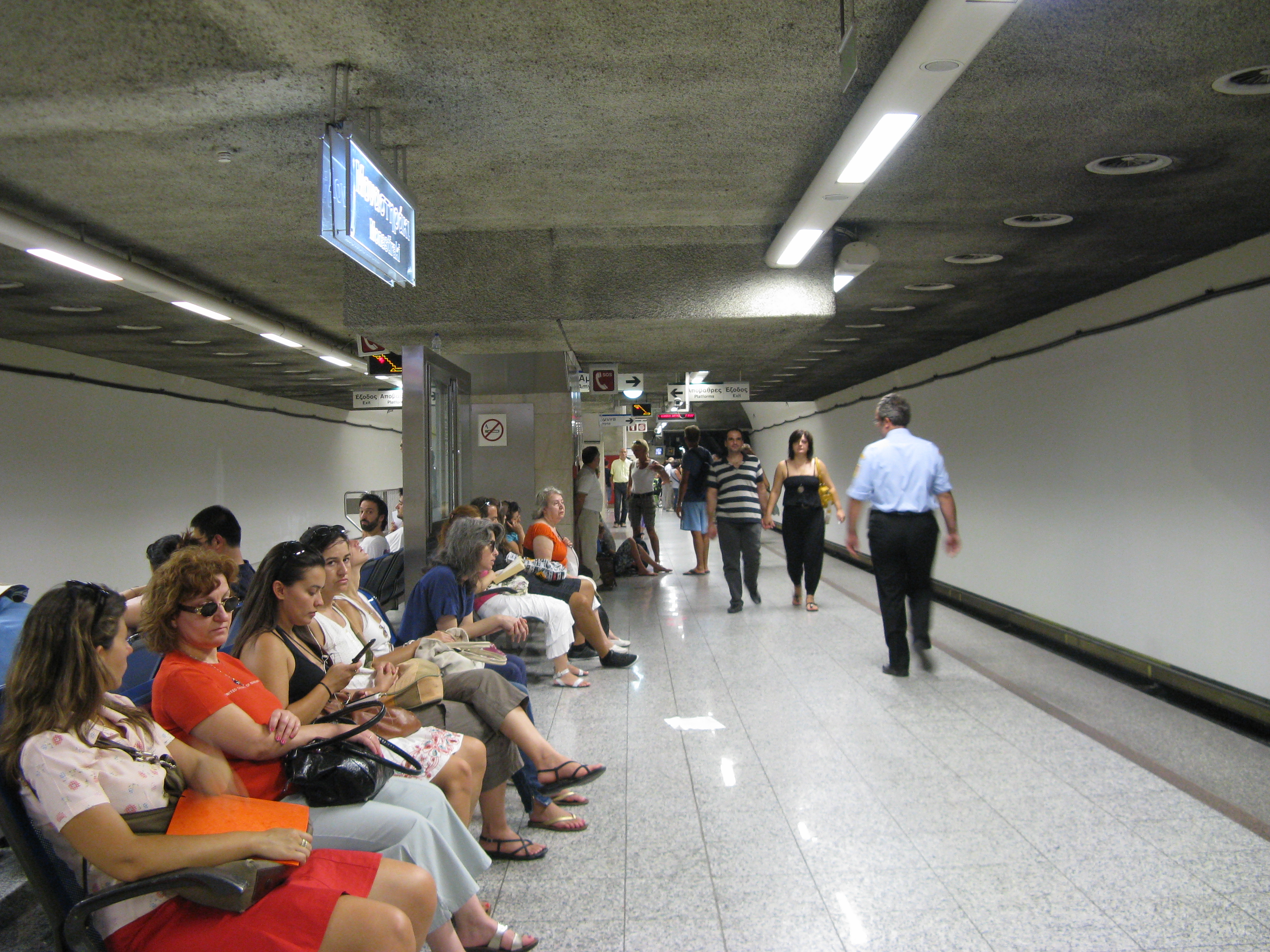
修道院站3號線月台

修道院站（羅馬化：Stathmos Monastiraki）是雅典地鐵1號線與3號線的轉乘站。起初位於地面的1號線修道院站在1895年5月17日啟用。3號線地下車站在2003年4月22日啟用以後成為轉乘站。車站位於雅典歷史中心，鄰近普拉卡。車站位於雅典衛城正下方，與古雅典阿哥拉相鄰。

## 車站結構
| 地面/大堂 G/C | 客戶服務           | 售票處 出口              |
| L1層          | 側式月台，右側開門 | 側式月台，右側開門       |
| L1層          | 1號月台            | 往比雷埃夫斯（忒修斯）   |
| L1層          | 2號月台            | 往基菲西亞（協和）       |
| L1層          | 側式月台，右側開門 |                          |
| L2層          | 商店               | 商店、自動櫃員機         |
| L3層          | 商店               | 慈善攤檔                 |
| L4層          | 3號月台            | 往聖瑪麗娜（凱拉米克斯） |
| L4層          | 島式月台，左側開門 |                          |
| L4層          | 4號月台            | 往機場（憲法）           |

## 外部連結
维基共享资源上的相關多媒體資源：修道院站